# Синфра (судно)
«Синфра» (фр. sinfra) — немецкое торговое судно, построенное в Норвегии в 1929 году под именем Fernglen. После капитального ремонта продано и переименовано в Sandhamn, затем, после очередной смены владельца — в Sinfra. В 1943 году судно использовалось немцами для транспортировки итальянских военнопленных с Крита в континентальную Грецию. 18 октября 1943 года в результате налёта авиации Союзников судно было потоплено, что привело к гибели 2098 человек.

## История постройки

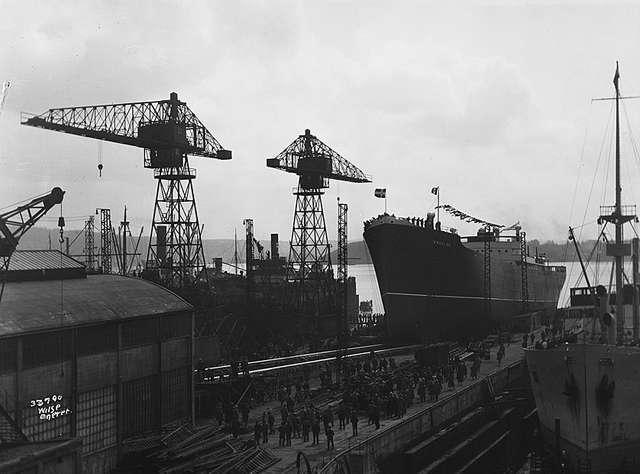
«Фернглен» во время спуска на воду.

Сухогруз «Фернглен» (норв. Fernglen) был заложен на верфи Akers Mekaniske Verksted в Осло. Спущен на воду 15 мая 1929 года. Постройка была завершена в июле. Брутто-регистровый тоннаж составил 4444 БРТ, нетто-регистровый — 2669 НРТ. Заказчиком была компания A/S Glittre, подразделение Fearnley & Eger. Во время постройки «Фернглена» верфь посетил норвежский художник Торольф Хольмбоэ. На его картине «Два корабля в плавучем доке Akers Mek. Verksted» (норв. To skip i flytedokk ved Akers Mek. Verksted) изображён «Фернглен» и сухогруз «Порвоо», проходящий обслуживание в плавучем сухом доке на верфи Akers Mekaniske.

## Торговое судно
«Фернглен» был одним из девяти судов, построенных для линии Fern Line. Основным направлением была Япония, куда суда везли фосфаты и хлопок, затем — из Филиппин в США с грузом копры.
13 августа 1933 года судно село на мель в 30 милях к югу от мыса Гвардафуй (Итальянское Сомали) во время рейса из Макасара в датский Орхус с 7422 тоннами копры. На помощь пришли датский пассажирский лайнер Christiaan Huygens и два британских буксира. «Фернглен» был снят с мели 8 ноября и отбуксирован в Рас Алула для диагностики. Полный ремонт судна был признан экономически нецелесообразным, и оно было отбуксировано в Роттердам.
Тем не менее, в 1934 году останки «Фернглена» были проданы стокгольмской компании Rederi A/B Jamaica, которая отремонтировала судно, сменив его название на «Сандхамн» (швед. Sandhamn). Капитальный ремонт проводился на верфи Öresundsvarvet в Ландскруне. Потребовалось 600 тонн стали для ремонта корпуса и полная переборка машинного отделения. Самый масштабный для своего времени проведённый в Швеции судоремонт завершился 5 декабря 1934 года. Тоннаж судна немного вырос, до 4470 БРТ. Через пять лет судно было продано в Марсель компании Cie Generale de Nav a Vapeur Cyprien Fabre, сменила его название на «Синфра» (фр. Sinfra.).
В ноябре 1942 года Германия оккупировала южную территорию Франции, находившейся под контролем правительства Виши. В декабре «Синфра» была реквизирована и передана немецкой государственной компании Mittelmeer-Reederei.

## Транспортировка военнопленных
Греческий остров Крит был захвачен немецкими и итальянскими войсками в мае 1941 года. По состоянию на сентябрь 1943 года итальянский гарнизон на Крите, занимавший восточную часть острова (Ласитион), был представлен 51-й пехотной дивизией «Сиена» численностью 21 700 человек. 8 сентября Италия подписала перемирие с Союзниками, что привело к началу оккупации Италии немецкими войсками, и итальянцы на Крите были разоружены Вермахтом. Им был предоставлен выбор — интернирование и отправка в Германию на принудительные работы или продолжение службы на стороне Третьего рейха. Примерно десятая часть итальянцев выбрала продолжение военной службы и из них был сформирован Итальянский добровольческий легион «Крит» (итал. Legione Italiana Volontari Creta). Остальные были перевезены в континентальную Грецию, при этом от рук немцев и в результате затопления судов погибло около 13 000 человек.
18 октября 1943 года в трюме «Синфры» были размещены 2460 итальянских военнопленных для перевозки в Пирей. На борту находилось 204 немца — охрана и команда судна. Сопровождение составляли два сторожевых корабля.

## Потопление
Вскоре после выхода из бухты Суда конвой был атакован десятью американскими бомбардировщиками B-25 и британскими «Бристоль Бофайтер». В 22:05, после захода солнца, «Синфра» получила попадание торпеды в носовую часть, в 23:00 в машинном отделении взорвалась бомба. Отказало рулевое управление, на судне начался пожар. В 2:31 19 октября 1943 года судно взорвалось (в результате пожара сдетонировали перевозившиеся боеприпасы) и затонуло. Число погибших составило 2098 человек. Пришедшие на сигнал SOS суда спасали в первую очередь немцев. Как и в случае с SS Petrella охранники не давали пленным покинуть судно, расстреливали пытавшихся выбраться и даже кидали гранаты в трюм. Спаслось 566 человек. Из 500 итальянцев, подобранных немецкими судами и доставленных обратно на Крит, половина была расстреляна за «нарушение дисциплины и убийство охранников».